# Heinz Voßke
Heinz Voßke (* 8. Mai 1929 in Anklam) ist ein deutscher marxistisch-leninistischer Archivar und Historiker.

## Leben
Voßke nahm als junger Soldat am Zweiten Weltkrieg teil und geriet in sowjetische Kriegsgefangenschaft. Nach seiner Entlassung wurde er 1949 Mitglied der Sozialistischen Einheitspartei Deutschlands (SED) und 1951 Lehrer an der SED-Landesparteischule in Mecklenburg. Nach seinem Studium an der Parteihochschule „Karl Marx“ wurde er Mitarbeiter und Abteilungsleiter beim Institut für Marxismus-Leninismus beim ZK der SED (IML).
Voßke arbeitete zuletzt als Oberarchivrat im Zentralen Parteiarchiv der SED in Berlin und trug die akademischen Titel Prof. Dr. 1963 übernahm er die Leitung dieses Archivs, in dem er bis zur Auflösung 1990 tätig war.
Er veröffentlichte mehrere Werke zur Geschichte der SED und einiger ihrer führenden Vertreter sowie Artikel in der IML-Zeitschrift Beiträge zur Geschichte der Arbeiterbewegung (BzG).
Teile seines Nachlasses aus dem Zeitraum 1905 bis 1995 im Umfang von zwei laufenden Metern  befinden sich unbearbeitet im Bundesarchiv.

## Werke (Auswahl)
- Die Vereinigung der KPD und der SPD zur SED in Mecklenburg/Vorpommern. Bezirkskabinett für Weiterbildung der Lehrer und  Erzieher, Rostock 1966
- mit Willy Sägebrecht, Fanny Rosner: Nicht Amboss, sondern Hammer sein. Dietz Verlag, Berlin 1968
- (Hrsg.): Im Kampf bewährt. Erinnerungen deutscher Genossen an den antifaschistischen Widerstand von 1933 bis 1945. Dietz Verlag, Berlin 1969; 2., überarb. Aufl. Berlin 1977
- Biographische Notizen über verdiente Archivare. Margarete Hoffmann. Archivarin in der Abteilung Zentrales Parteiarchiv des Instituts für Marxismus-Leninismus beim ZK der SED. In: Archivmitteilungen, 19, 1969, Nr. 4, S. 163–164
- Zu einigen Problemen des ideologischen Klärungsprozesses im Kampf um die Gründung der SED und ihre Entwicklung zur Partei neuen Typus. Dissertation A, Berlin 1970
- mit Gerhard Nitzsche: Wilhelm Pieck. Biographischer Abriß. Dietz Verlag, Berlin 1975
- Otto Grotewohl. Biographischer Abriß. Dietz Verlag, Berlin 1979
- Geschichte der Gedenkstätte der Sozialisten in Berlin-Friedrichsfelde. Dietz Verlag, Berlin 1982
- Walter Ulbricht. Biographischer Abriß. Dietz Verlag, Berlin 1983
- Friedrich Ebert. Ein Lebensbild. Dietz Verlag, Berlin 1987, ISBN 3-320-00835-8
- Jürgen Stroech, Heinz Voßke: Kostbare Bücher und Dokumente aus der Bibliothek und dem Zentralen Parteiarchiv des Instituts für Marxismus-Leninismus beim ZK der SED. Ausstellung 15. Februar bis 19. März 1989, Museum für Deutsche Geschichte, Berlin 1988.

## Ehrungen
- 1989 Vaterländischer Verdienstorden in Gold[4]